# Bitwa pod Locus Castorum
Bitwa pod Locus Castorum – starcie zbrojne, które miało miejsce w roku 69 n.e. w czasie wojny domowej w Imperium Rzymskim (tak zwany rok czterech cesarzy).
Po nieudanym oblężeniu Placencji, Cecyna odstąpił od miasta, kierując się w stronę Cremony. Na wieść o nadciągających mu z pomocą oddziałach Walensa, zdecydował się przyśpieszyć swoje działania pokonując wojska Marka Salwiusza Otona. W obozie Otona tymczasem doszło do zmiany głównodowodzącego. Na czele piechoty stanął znany z kampanii przeciwko Budyce Gajusz Swetoniusz Paulinus, dowódcą kawalerii był Mariusz Celsus.
W odległości 12 mil od Cremony, w rejonie Locus Castorum, Cecyna przygotował zasadzkę, nakazując wojskom pomocniczym ukrycie się w lesie, kawalerii zaś sprowokowanie przeciwnika do marszu w miejsce ukrycia wojsk. Plany zasadzki zostały jednak wyjawione Paulinusowi oraz Celsusowi, którzy ustawili swoje wojsko do bitwy. Rozpoczął ją pozorowany atak jazdy Cecyny, który nie wywabił jednak przeciwnika w zasadzkę. Wojsko Paulinusa, zamiast ścigać przeciwnika, cofnęło się prowokując pozostałe oddziały Cecyny do ataku. W wyniku pościgu oddziały te zostały otoczone przez jazdę Paulinusa, który jednak nie wysłał swojej piechoty do całkowitego rozbicia przeciwnika. Umożliwiło to wojskom Cecyny ucieczkę w kierunku lasu, skąd podjęły kolejny atak na oddział pretorian, któremu zadano znaczne straty. Wówczas nastąpiło decydujące natarcie piechoty Paulinusa, który rozbił przeciwnika, zmuszając go do ucieczki. Obawiając się wprowadzenia do boju kolejnych wojsk Cecyny, zwycięski Paulinius nakazał powstrzymanie pościgu, tracąc tym samym okazję do zniszczenia armii przeciwnika. Dzięki temu oddziały Cecyny mogły bez przeszkód połączyć się z wojskami Walensa, a ich liczba wzrosła do 60 000 ludzi.